# بسکتبال در المپیک تابستانی ۱۹۴۸
بسکتبال در بازی‌های المپیک تابستانی ۱۹۴۸ نام رویداد ورزش بسکتبال در بازی‌های المپیک تابستانی بود که در سال ۱۹۴۸ برگزار شد.

## کشورهای شرکت کننده
- آرژانتین (۱۴)
- بلژیک (۱۴)
- برزیل (۱۲)
- کانادا (۱۴)
- شیلی (۱۴)
- چین (۱۰)
- کوبا (۱۴)
- چکسلواکی (۱۴)
- مصر (۱۴)
- فرانسه (۱۴)
- بریتانیای کبیر (۱۳)
- مجارستان (۱۴)
- ایرلند (۱۴)
- ایران (۱۳)
- عراق (۱۰)
- ایتالیا (۱۴)
- کره جنوبی (۹)
- مکزیک (۱۴)
- پرو (۱۱)
- فیلیپین (۱۰)
- سوئیس (۱۴)
- ایالات متحده آمریکا (۱۴)
- اروگوئه (۱۴)